# Kaidale, Davanagere
Kaidale là một làng thuộc tehsil Davanagere, huyện Davanagere, bang Karnataka, Ấn Độ.